# سازمان زنان ایران

کاندیدای سازمان زنان

سازمان زنان ایران (تأسیس ۱۳۴۵) سازمانی دولتی در ایران بود که به مسایل زنان در سطح کشور می‌پرداخت.
سازمان زنان مسئول اجرای پروژه‌هایی در سطح ایران بود که از مهم‌ترین آنها می‌توان به ایجاد مراکز رفاه خانواده، ایجاد مدرسه مددکاری ورامین و تربیت منظم مددکار اجتماعی، و تحقیق در حوزه مسایل زنان اشاره کرد. این سازمان نماینده رسمی ایران در کنفرانس‌های بین‌المللی مربوط به زنان محسوب می‌شد.
فعالیت‌های سازمان زنان بیشتر جنبه خیریه‌ای داشت، هرچند که در دهه ۱۳۵۰، احتمالاً به دلیل روی کار آمدن مهناز افخمی، دبیرکل جدید تحصیل‌کرده و نسل جدید همکارانش به حوزه‌های غیرسنتی نظیر اصلاحاتی قانونی و سیاسی نیز پرداخت (از جمله لابی‌گری برای تصویب قانون حمایت خانواده ۱۳۵۴ و قانون سقط جنین در سال ۱۳۵۶). مراکز رفاه خانواده برای زنان طبقه پایین شهری امکانات آموزشی (سوادآموزی و آموزش‌های حرفه‌ای)، تسهیلات بهداشتی (آموزش بچه‌داری و تنظیم خانواده، چکاپ‌های منظم، توزیع وسایل پیشگیری از بارداری)، مشاوره حقوقی، و مهدکودک ایجاد می‌کرد. آموزش‌های حرفه‌ای بیشتر شامل فعالیت‌های سنتی زنانه مانند خیاطی، قالی‌بافی، تایپ و آرایشگری می‌شد هرچند که در اواخر کار سازمان زنان دوره‌های آموزش تعمیر رادیو و تلویزیون و آموزش مکانیکی نیز در مراکز محدودی برگزار می‌شد. تحقیق در حوزه زنان نیز از دهه ۱۳۵۰ در سازمان گسترش یافت و بر مسایلی مانند تبعیض علیه زنان، تصویر زن در کتابهای درسی مدرسه‌های ابتدایی، منزلت زن در جامعه عشایری، نقش زن و مرد در پیام‌های تجارتی تلویزیون ایران و … بود.

## تاریخچه
در دوره انقلاب مشروطه انجمن‌های زنان زیادی به‌طور مخفیانه شکل گرفتند که فقط در جنبش مشروطه شرکت می‌کردند و بعدها، در سالهای پس از تشکیل مجلس و جنگ جهانی دوم انجمن‌هایی تأسیس شدند که به حقوق زنان می‌پرداختند. در دوره رضاشاه به تدریج سازمان‌های زنان مستقل حذف شده و سازمان‌هایی وابسته به دولت یا حزب‌های سیاسی تشکیل شدند مانند کانون بانوان که انجمنی بسیار میانه‌رو و خیریه زیر نظر رضاشاه بود. در دوره محمدرضاشاه نیز از دهه ۱۳۳۰ متمرکزسازی جدی سازمان‌های زنان آغاز شده بود. سازمان زنان جایگزین «شورای عالی جمعیت زنان ایران» شد که خود از پیوستن انجمن‌های مستقل زنان در سال ۱۳۳۷ تشکیل شده بود. ایجاد این سازمان‌های متمرکز، فعالیت‌های هماهنگ و برنامه‌ریزی شده‌ای بود که موجب از بین رفتن سازمان‌های مستقل جنبش زنان شد.
سازمان زنان علاوه بر ساختار آن که قابل نظارت دولت بود، مانند سایر سازمان‌های ایران از رخنه جاسوسان مخفی بی‌بهره نبود؛ و اغلب با هشدارهای ساواک مواجه بود که از آنها می‌خواست مواضع خود را تعدیل کنند و عناصر ضدرژیم را تحریک نکنند.
سازمان زنان در طول فعالیتش با انتقادات هم سنت‌گرایان و هم اصلاح‌طلبان منتقد دولت روبرو بود. اصلاح‌طلبان معتقد بودند این سازمان کم‌کار است و کمکی به حقوق زنان نمی‌کند، محافظه‌کاران سنت‌گرا معتقد بودند سازمان بسیار لیبرال و لائیک است. هر دو گروه سازمان زنان را بازیچه‌ای در دست دولت می‌دانستند.

## اساسنامه

### هدف
هدف این سازمان طبق آخرین اساسنامه آن (سال ۱۳۵۴) بالا بردن دانش سیاسی، اقتصادی، اجتماعی و فرهنگی زنان بود که از روش‌های زیر پی‌گیری می‌شد:
- دفاع از حقوق فردی، خانوادگی و اجتماعی زنان در جهت تأمین برابری کامل آنان در اجتماع و در برابر قانونن
- کوشش در راه تعمیم آموزش و پرورش زنان ایران به ویژه پیکار با بی‌سوادی و کمک به گسترش آموزش حرفه‌ای
- تجهیز زنان به منظور شرکت گسترده آنان در نوسازی ملی در زمینه‌های مختلف اقتصادی، فرهنگی، اجتماعی و سیاسی در چارچوب هدف‌های حزب رستاخیز ملت ایران و هماهنگ‌کردن فعالیت‌های آنان در این زمینه (در اساسنامه اولیه در سال ۱۳۴۵ آمده بود که سازمان زنان، سازمانی غیرسیاسی است که در سال ۱۳۵۴ بعد از تحولاتی در کشور و ایجاد حزب رستاخیز تغییر کرد)
- یاری کردن به زنان در اجرای مسئولیت‌های سیاسی، فرهنگی، اقتصادی و فردی
- ایجاد تفاهم و دوستی بین زنان ایران و زنان کشورهای دیگر و همکاری در راه برابری و بالا بردن مقام زن در سطح جهان
- تأسیس مراکز رفاه خانواده

## ساختار
تصمیم‌گیری‌های سازمان با ریاست عالیه، مجمع عمومی، کمیته عالی همکاری، شورای مرکزی و دبیرکل بود.
مجمع عمومی: از نماینده‌های انجمن‌های عضو سازمان زنان و نمایندگان شعبه‌های سازمان در شهرستان‌ها تشکیل می‌شد. در سال ۱۳۵۱ تعداد انجمن‌های عضو سازمان ۳۲ انجمن بود. وظیفه مجمع عمومی انتخاب پنج عضو از یازده عضو شورای مرکزی و تصویب تغییرات در اساسنامه سازمان بود.
کمیته عالی همکاری: هدف این کمیته هماهنگی مسئولان وزارتخانه‌های مختلف با برنامه‌های سازمان زنان بود و از ۱۱ نفر تشکیل می‌شد که حداقل هر شش ماه در حضور ریاست عالیه سازمان جلسه داشتند: نخست‌وزیر، وزیران آموزش و پرورش، کار و امور اجتماعی، بهداری و بهزیستی، دادگستری، کشاورزی و عمران روستایی، صنایع و معادن. همچنین نماینده سازمان‌های برنامه و بودجه، رادیو و تلویزیون، سازمان امور اداری و استخدامی، کمیته پیکار با بی‌سوادی، و دبیرکل خود سازمان زنان.
شورای مرکزی: این شورا حداقل ماهی یک‌بار جلسه داشت و به کارهایی مانند بررسی و تصویب بودجه سازمان می‌پرداخت. کار اعضای شورا داوطلبانه بود و از ۱۱ نفر، شامل ۵ عضو انتخابی مجمع عمومی و ۶ عضو انتخابی ریاست عالیه تشکیل می‌شدند.
دبیرکل: دبیرکل از طرف ریاست عالیه انتخاب می‌شد و به آن پاسخگو بود. وظایف دبیرکل نظارت بر کلیه فعالیت‌های سازمان بود و در جلسه‌های مجمع عمومی و شورای مرکزی شرکت می‌کرد.
ریاست عالیه: ریاست عالیه سازمان با اشرف پهلوی بود. نایب ریاست عالیه نیز فریده قطبی مادر فرح پهلوی بود. ریاست عالیه دبیرکل سازمان و همچنین ۶ نفر از ۱۱ عضو شورای مرکزی را تعیین می‌کرد و جلسات مجمع عمومی با اجازه یا به فرمان ریاست عالیه تشکیل می‌شد.

## بودجه
اطلاعات مختلف و متضادی دربارهٔ بودجه سازمان زنان وجود دارد. بتی فریدان در بازدید از ایران در سال ۱۳۵۳ نوشت خزانه این سازمان ۵۰ میلیون دلار بود. فیلیپ دوپولس *، گزارشگر نیویورک تایمز بودجه آن را ۲۰ میلیون دلار گزارش کرد. در مصاحبه پژوهشی یکی از مقامات مهم سازمان زنان بودجه سازمان را مختصر توصیف کرده و به جز پروژه‌های خاص و مورد علاقه دولت، از هدایا، حق عضویت‌ها و برگزاری کلاس‌های آموزشی ذکر می‌کند که بیشتر فعالیت اعضا داوطلبانه بوده‌است. به گفته وی بودجهٔ پروژه‌هایی مانند سوادآموزی، مراکز تنظیم خانواده، و مهدکودک‌ها بر اساس برنامه‌ای که سازمان زنان طراحی می‌کرد از طرف دولت تأمین می‌شد و برای حقوق کارمندان همین پروژه (پرستاران، آشپزها، نظافتچیان، کارکنان مهدکودک، کارکنان دفتری، کتابداران و مددکاران) مصرف می‌شد. بودجه سازمان برای شعبه‌های شهرستان‌ها، پست، انتشارات و ارتباطات عمومی میان اعضا تخصیص می‌یافت.